# Історичний центр Мехіко
Історичний центр Мехіко (ісп. Centro Histórico de la Ciudad de México), також відомий як Centro або Centro Histórico, є центральним районом у Мехіко, Мексика, зосереджений на Сокало (або головній площі) і простягається в усіх напрямках на кілька кварталів, причому його найдальша частина розташована на заході до Аламеда Центральний. Сокало — найбільша площа Латинської Америки. Вона може вмістити до 100 000 людей.
Ця частина столиці розташована в муніципальному районі Куаутемок, займає трохи більше дев'яти квадратних кілометрів і займає 668 кварталів. Вона містить 9000 будівель, 1550 із яких визнано історично важливими. Більшість цих історичних будівель були побудовані між 16 і 20 століттями. З метою збереження вона розділена на дві зони. Зона А охоплює доіспанське місто та його розширення з періоду віцекороля до здобуття незалежності. Зона B охоплює території всіх інших споруд до кінця 19 століття, які вважаються необхідними для збереження архітектурної та культурної спадщини території.
Саме тут у 16 столітті іспанці почали будувати сучасне місто Мехіко на руїнах завойованого Теночтітлану, столиці імперії ацтеків. Будучи центром стародавньої імперії ацтеків і центром влади іспанської колонії Нова Іспанія, Centro Historico містить більшість історичних місць міста обох епох, а також велику кількість музеїв. Це зробило його об'єктом Світової спадщини.

## Історія

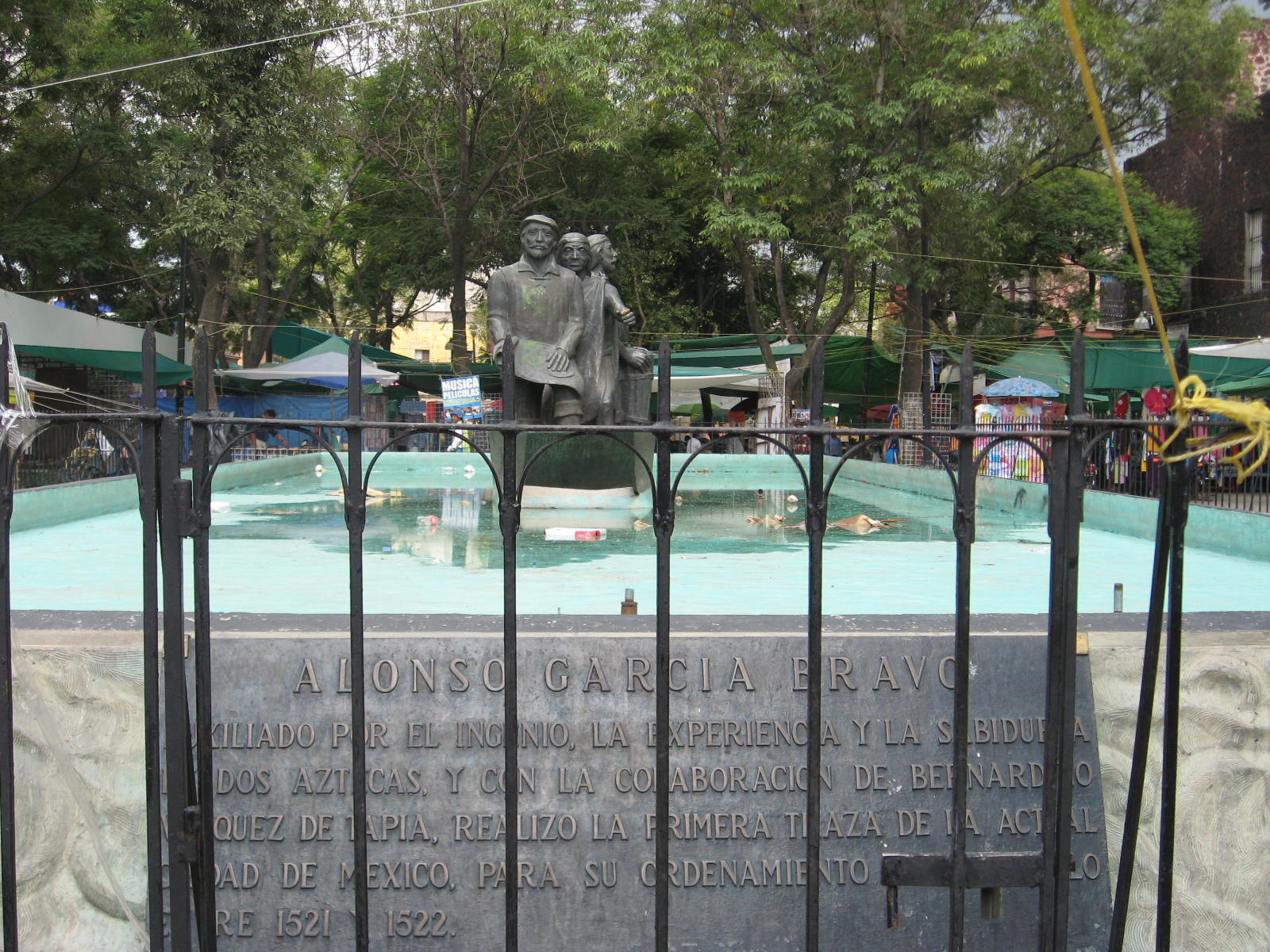
Фонтан із бюстами на честь Алонсо Гарсіа Браво, який заклав Мехіко після завоювання, зберігши більшу частину оригінальної інфраструктури ацтеків. Розташований біля вулиці Мерсед між Хесус-Марією та Талаверою, на схід від Сокало

Те, що зараз є історичним центром Мехіко, приблизно співвідноситься з стародавнім містом ацтеків Теночтітлан, яке було засноване близько 1325 року. У доіспанську епоху місто розвивалося планомірно, з вулицями та каналами, вирівняними за сторонами світу, що призводило до впорядкованих квадратних кварталів. Острів, на якому було засноване місто, був розділений на чотири кальпулі, або райони, які були розділені головними дорогами з півночі на південь, що ведуть до Тепеяка та Істапалапи відповідно, і дорогою із заходу на схід, яка веде до Такуби та до дамби в озеро відповідно. Кальпулі були названі Куепопан, Ацакуалько, Мойотла та Зокіпан, кожен з яких мав підрозділи та «текпан» або районну раду. Перехрестя цих доріг було центром міста та ацтекського світу. Тут були Темпло Майор, палаци тлатоані або імператорів, палаци вельмож, такі як «Будинок демонів» і «Будинок квітів». Тут також розташовувалися дві найвідоміші школи ацтеків: Тельпучкаллі для світських досліджень і Кальмекака для підготовки священиків. Коли прибули іспанці, у місті були акведуки, побудовані Монтесумою Ільуікаміна та Авіцотлем, а також велика дамба, побудована на схід від міста.
Після іспанського завоювання цей дизайн залишився в основному недоторканим, головним чином завдяки зусиллям Алонсо Гарсії Браво, який керував значною частиною відновлення міста. Ця реконструкція зберегла багато головних магістралей, таких як Тенаюка, перейменована на Вальехо; Tlacopan, перейменований на México Tacuba, і Tepeyac, який тепер називається Calzada de los Misterios. Вони також зберегли основні підрозділи міста, додавши християнські префікси до таких назв, як Сан-Хуан Мойотла, Санта-Марія Тлакечіуакан, Сан-Себастьян Ацакуалько та Сан-Педро Теопан. Насправді більшість історичних центрів побудовано з уламків зруйнованого міста ацтеків.
Багато людей у цей час, усі іспанці, накопичили величезні багатства в основному завдяки видобутку корисних копалин і торгівлі в 17-му та 18-му століттях. Це багатство відображається в різноманітних особняках, розкиданих у центрі, таких як Палац Ітурбіде та Каса де Ацулехос (Будинок черепиці). Цей будинок був побудований у 16 столітті в арабському стилі, але його одноіменну черепицю було додано в 1747 році, коли граф долини Оріцаба замовив плитку Талавера з Пуебли.
На початку 20-го століття, в результаті латиноамериканської позиції тодішнього міністра народної освіти Хосе Васконселоса, багато вулиць на північ і захід від Сокало були перейменовані на честь країн Латинської Америки.

## Сокало та навколишні місця
Історично Сокало, або головна площа, була місцем проведення вишуканих і популярних культурних заходів. Деякими зразками нещодавно проведених тут подій є фотосесія Спенсера Туніка, музей кочівників попелу та снігу та змагання зі скейтбордингу/BMX, які 24 серпня 2008 року зібрали 50 000 молодих людей. Фестиваль у Мехіко — це щорічна подія з програмами, присвяченими мистецтву (популярному та високому) та науковим колам. У 2008 році відбувся 24-й фестиваль із 254 виставами та шоу з понад 20 країн на 65 площах та в інших місцях у цій частині міста.
Це центральне місце в акціях протесту на національному рівні, таких як ті, які влаштував Лопес Обрадор після президентських виборів 2006 року та загальнонаціональний протест проти злочинності, який відбувся 30 серпня 2008 року.
Недалеко від Сокало розташовані Національний палац, Метрополітанський собор, Темпло-Майор із прилеглим музеєм і будівля Національного Монте-де-П'єдад. Palacio Nacional межує з усією східною стороною Сокало та містить офіси президента Мексики, Федерального казначейства, Національного архіву, а також фрески, що зображують доіспанське життя, і велику фреску, що заповнює центральні сходи, що зображує всю історію мексиканської нації від завоювання. Цей палац був побудований на руїнах палацу Монтесуми II, починаючи з 1521 року, з використанням того самого каменю тезонтле який використовувався для будівництва палацу ацтеків. Спочатку він перебував у сім'ї Ернана Кортеса, поки король Іспанії не купив його для розміщення віцекоролів Нової Іспанії, і залишався таким (незважаючи на те, що він був зруйнований і знову відбудований у 1692 році) до здобуття Мексикою незалежності. На центральному балконі, що стоїть перед Сокало, стоїть Кампана (Дзвін) Долорес, у який президент дзвонить кожного 15 вересня на святкування Незалежності.

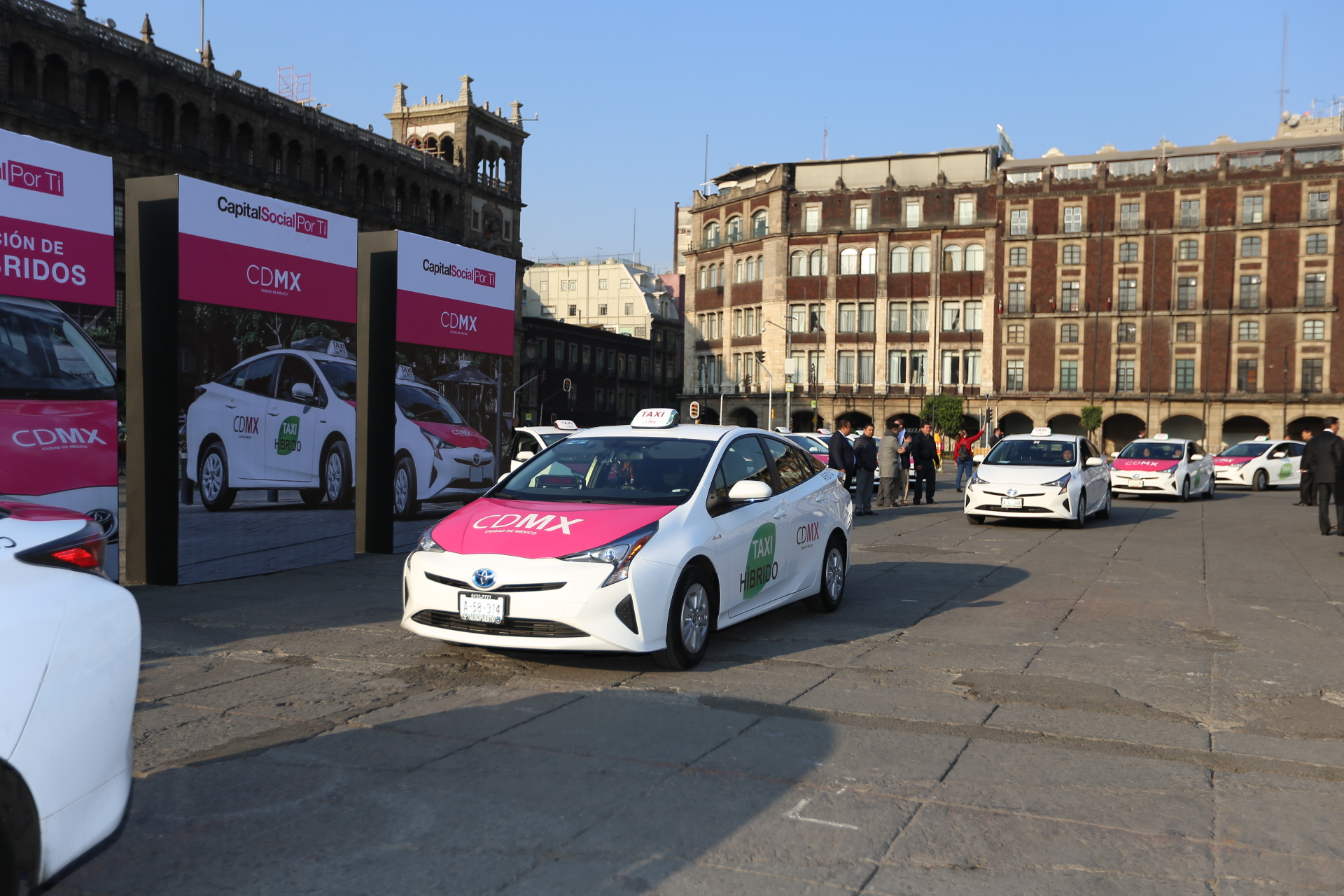
Таксі Мехіко

Кафедральний собор, присвячений Успінню Пресвятої Діви Марії, займає північний край Сокало. Спочатку це місце було частиною Священного району ацтеків (називається Теокаллі) і містило головний цомпантлі, або стелаж для черепів жертв жертвоприношень. Перша церква була зведена між 1524 або 1526 і 1532 роками і була зведена до рангу собору 2 вересня 1530 року папою Климентом VII. Будівництво нового собору було розпочато в 1562 році, а перший камінь закладено в 1573 році за часів архієпископа Педро Мойя де Контрераса і 4-го віцекороля. Хоча роботи не були завершені, собор отримав своє перше освячення 2 лютого 1656 року. Завершення у 1813 році неокласичних доповнень, спроектованих Мануелем Тольсою, було відзначено 15 серпня 2013 року кардиналом Каррерою, який відкрив і увійшов через Святі двері в центрі фасаду перед святкуванням Папської високої меси в соборі.
Між 1989 і 2000 роками були проведені значні інженерні роботи, щоб зупинити та усунути пошкодження та деформації, спричинені нерівномірною швидкістю та ступенем опускання будівлі, спровокованим постійним осіданням землі, на якій вона стоїть. Це почалося з осушення озера Долини Мехіко, розпочатого в 1607 році, і продовжилося зі зменшенням рівня ґрунтових вод, спричиненим відкачуванням води для використання населенням Мехіко, яке швидко зростає. 28 листопада 2000 року було знято останню тимчасову опору, яка спотворила внутрішній простір будівлі під час інженерних робіт.

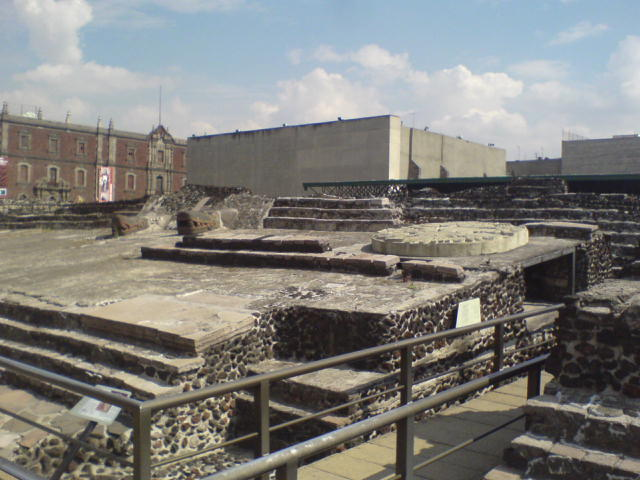
Вид на руїни Темпло майор із музеєм у фоновому режимі

Археологічна пам'ятка та музей Темпло майор є центром стародавніх теокалі, розташованих зараз на північний схід від Сокало. Він був зруйнований Ернаном Кортесом у 1520-х роках, і його місце розташування було забуте. Точне місце було визначено на початку 20-го століття, але рішення про розкопки було прийнято лише в 1978 році, коли робітники-електрики випадково натрапили на восьмитонний кам'яний диск із зображенням ацтекської богині Койолксаукі. Під час розкопок було виявлено піраміду, складену з кількох шарів. Це місце, де, згідно з легендою, ацтеки побачили свій знак, щоб оселитися після своїх поневірянь, орла, що сидить на нопаловому кактусі зі змією у дзьобі, який і сьогодні є символом Мексики.
Будівля Національного Монте-де-П'єдад — це національний ломбард, заснований у 1775 році та один із найбільших магазинів секонд-хенду у світі На цьому місці були будинки, що належали останньому правителю ацтеків, Монтесумі II, які Ернан Кортес взяв за свої після завоювання. Спочатку ці будинки простягалися від сучасних вулиць Ізабель-ла-Католіка, Мадеро, Такуба та Монте-де-П'єдад, що спонукало одного літописця Сервантеса де Салазара прокоментувати, що ця резиденція була не палацом, а іншим містом.

## Визначні місця на північ від Сокало

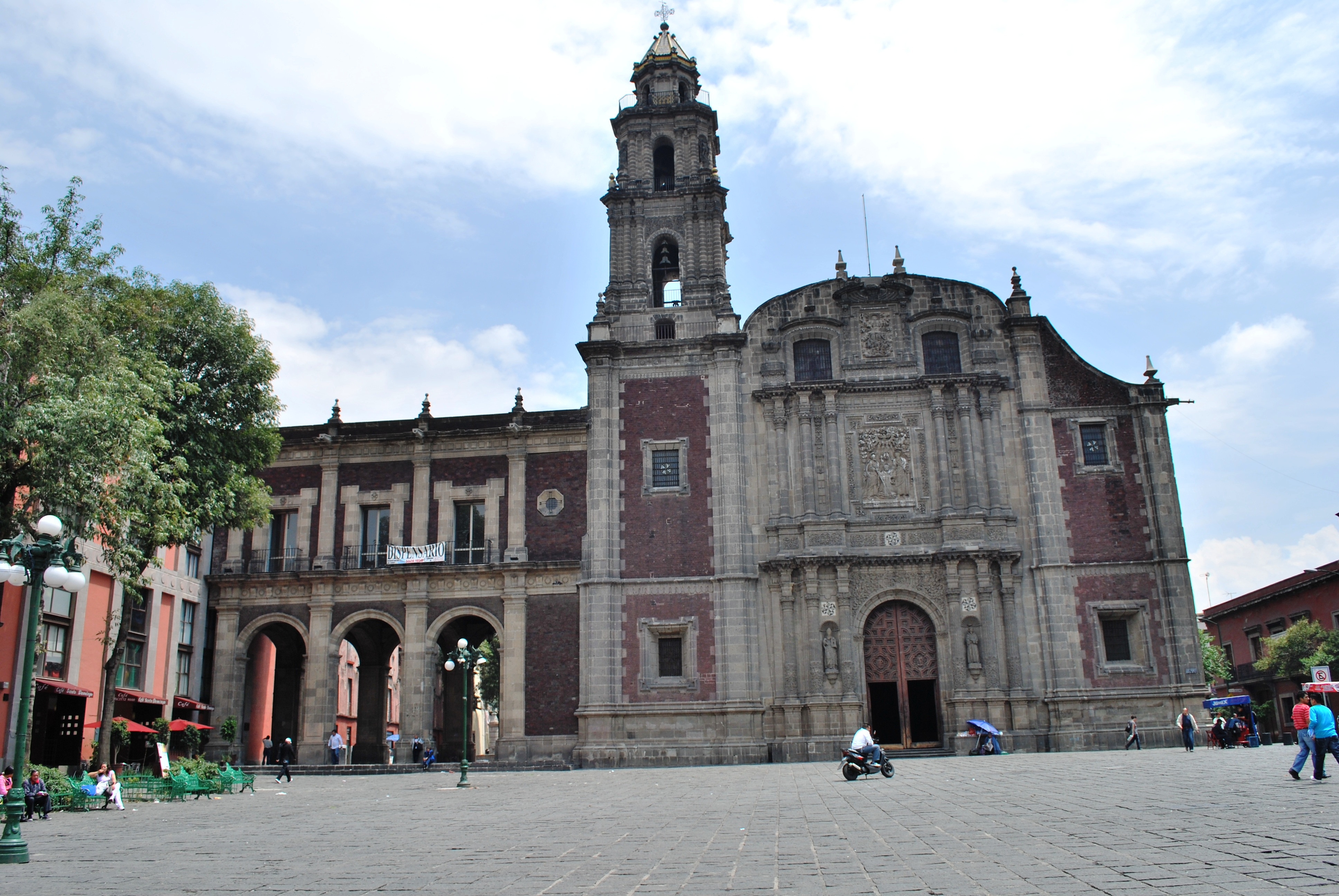
Фасад церкви Санто-Домінго

Санто-Домінго відноситься до церкви Санто-Домінго та прилеглої площі. Обидва вони розташовані в трьох кварталах на північ від кафедрального собору Мехіко, слідуючи за вулицею Республіка-де-Бразиль та вулицею Белісаріо Домінгес, що розділяє їх. Офіційно відома як каплиця Сеньйор де ла Експіасьйон, церква розташована на північній стороні Белісаріо Домінгес і виходить на площу. Це все, що залишилося від першого монастиря, заснованого в Новій Іспанії. На південь від церкви розташована площа Сан-Домінго. Із заходу його оточує Портал Євангелістів, який є тосканською колонадою з круглими арками. На цьому порталі працюють писарі з друкарськими машинками та старовинними друкарськими машинами. Писарі пропонують свої послуги неписьменним клієнтам, часто пропонуючи послуги, схожі на послуги юристів, консультантів і фінансових консультантів. Статуя Хосефи Ортіс де Домінгес, героїні війни за незалежність Мексики, стоїть у фонтані посеред площі.

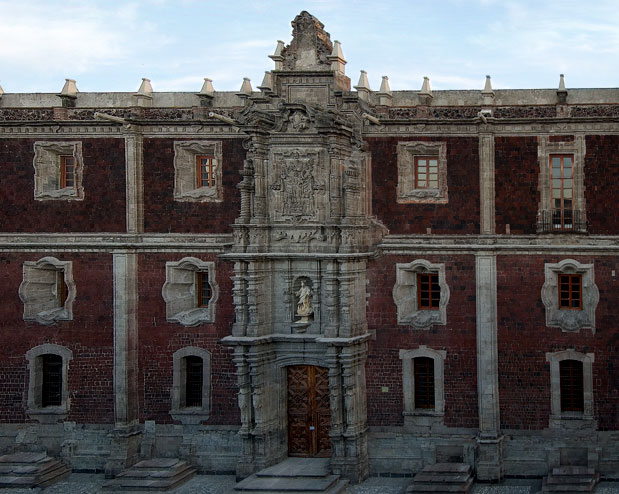
Частина фасадів колишнього коледжу Сан-Ільдефонсо, нині музей

Зараз коледж Сан-Ільдефонсо є музеєм і культурним центром, який вважається батьківщиною мексиканського руху муралізму. Сан-Ільдефонсо спочатку був престижною єзуїтською школою-інтернатом, а після війни за реформи знову отримав освітній престиж як Національна підготовча школа. Ця школа та будівля були повністю закриті в 1978 році, а потім знову відкриті як музей і культурний центр у 1994 році. Музей має постійні та тимчасові мистецькі та археологічні виставки на додаток до багатьох фресок, намальованих на його стінах Хосе Клементе Ороско, Дієго Рівера та іншими. Комплекс розташований між вулицями Сан-Ільдефонсо та Хусто-Сьєрра-стріт в історичному центрі Мехіко.
- Секретаріат народної освіти на Calle Argentina
- Centro Cultural de España (Культурний центр Іспанії), розташований на вулиці Republica de Guatemala на північ від кафедрального собору Мехіко.
- Музейний архів фотографії, розташований на розі вулиць Republica de Guatemala та Republica de Argentina
- Театр Ліріко, розташований на вулиці Республіка-де-Куба
- Стара школа економіки (Стара школа економіки), розташована на вулиці Республіка-де-Куба
- Національна школа, розташованому в будівлі The Colegio Nacional, що на вулиці Луїса Гонсалеса Обрегона
- Стара будівля митниці на Республіка-де-Бразиль неподалік від площі Санто-Домінго
- Палац Інквізиції (Музей мексиканської медицини), розташований на Республіка де Бразил

## Відомі місця на південь від Сокало

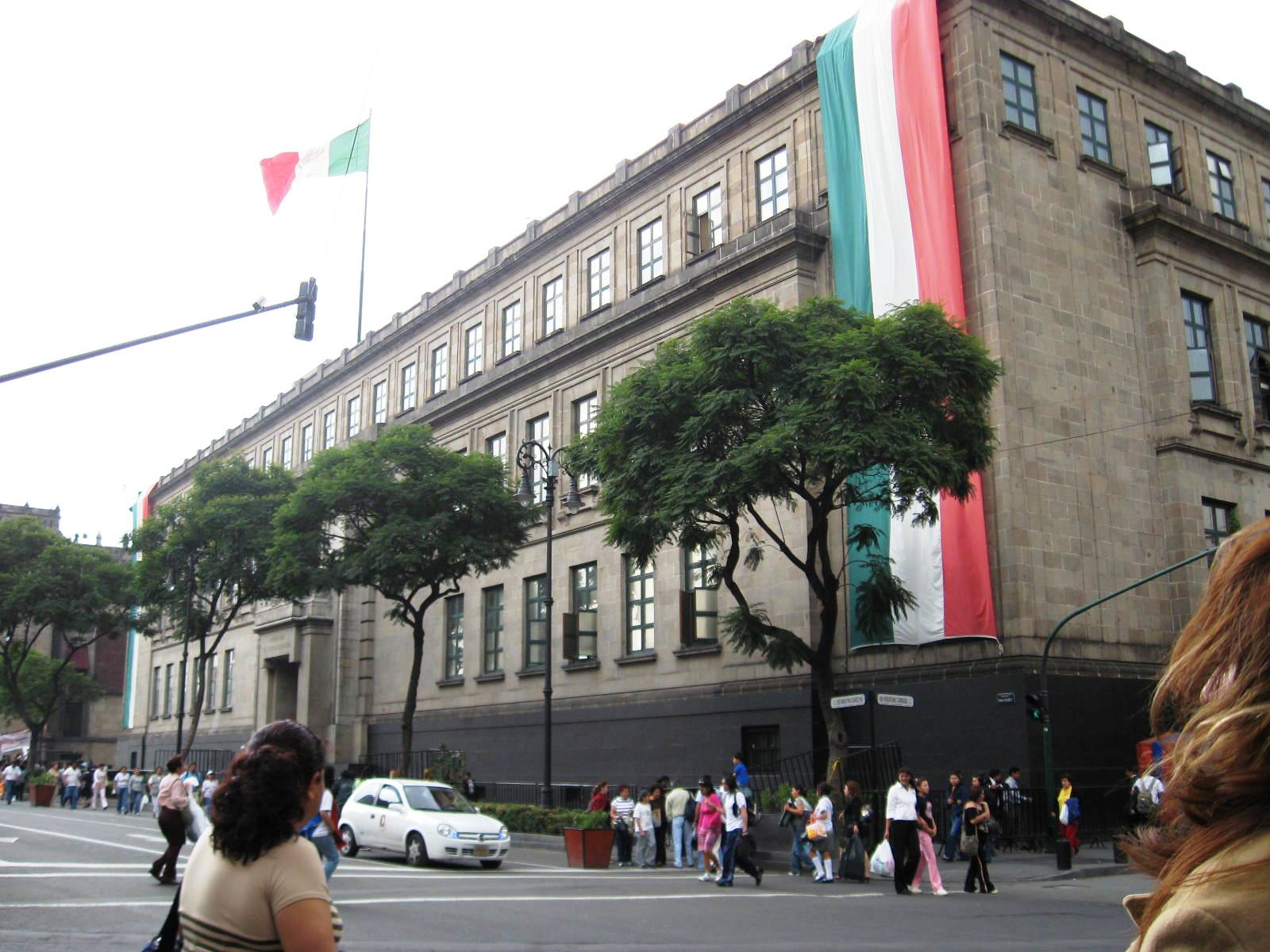
Будівля Верховного суду

Верховний суд нації розташований недалеко від Сокало, на розі вулиць Піно Суарес і Карранса. Він був побудований між 1935 і 1941 роками Антоніо Муньосом Гарсіа. До завоювання це місце було зарезервовано для ритуалу, відомого як «Воладор», який досі практикується в Папантлі. Його власність була предметом суперечок протягом більшої частини колоніального періоду, зрештою він став місцем дуже великого ринку, відомого як Ель-Воладор. Інтер'єр будівлі містить чотири панелі, намальовані в 1941 році Хосе Клементе Ороско, дві з яких називаються «Соціальний трудовий рух» і «Національне багатство». Біля входу в бібліотеку також є одна фреска, виконана американським художником Джорджем Бідлом під назвою «Війна і мир».
- Храм Святого Августина розташований на Авеніда Республіка де Сальвадор
- Оригінальний магазин El Palacio de Hierro, розташований на вулицях Carranza та 20 de Noviembre
- Оригінальний ліверпульський універмаг на вулицях Карранса та 20 де Новіембре
- Будинок Святого Августина Розташований на вулицях Republica de Uruguay і 5 de Febrero
- Каплиця Найсвятішого Зачаття Тлакскоаке, одна з найстаріших церков у Мехіко, на Фрай Сервандо де Мієр
- Церква Сан-Бернардо біля Сокало

## Відомі місця на схід від Сокало

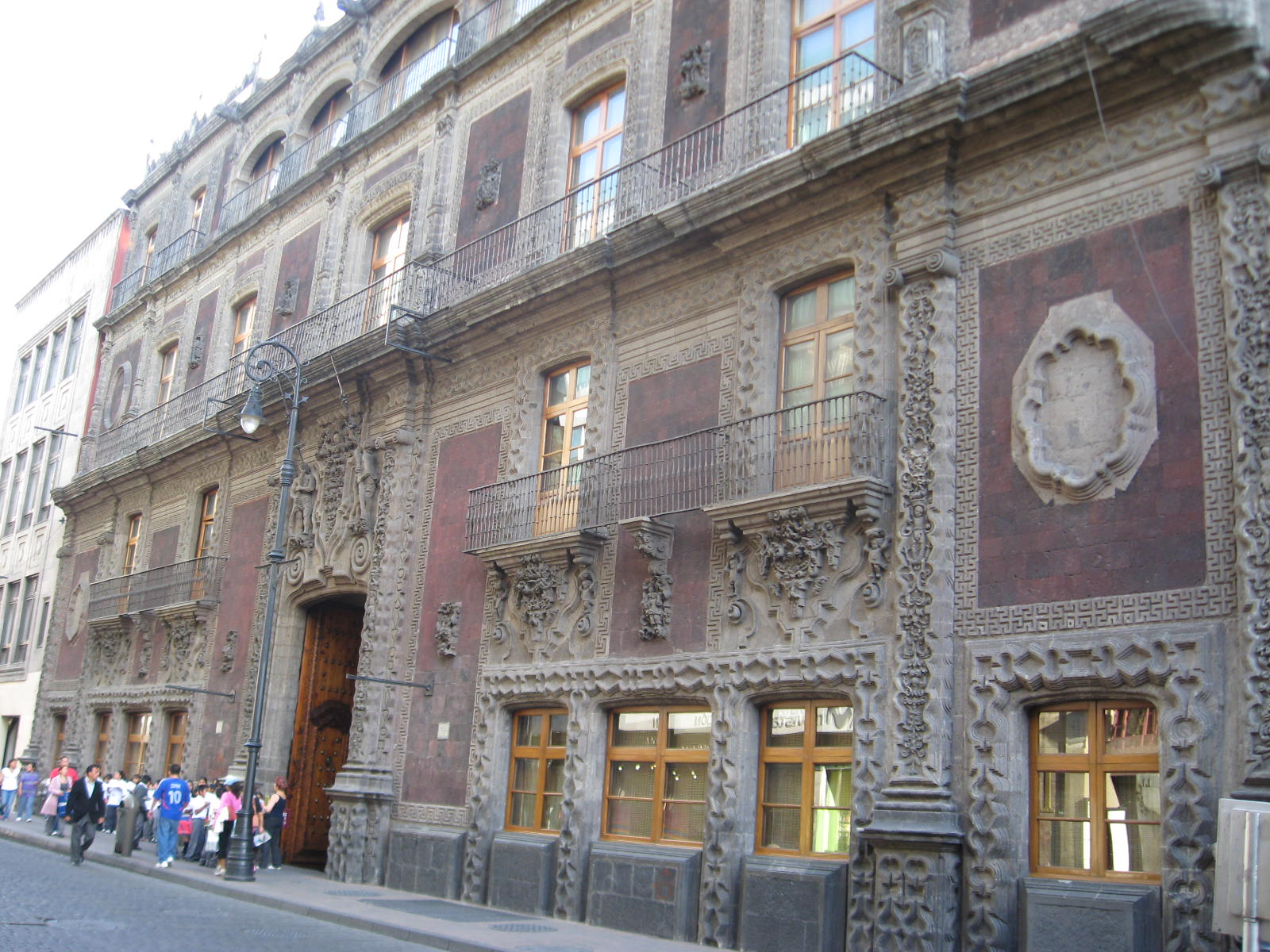
Фасад палацу Ітурбіде

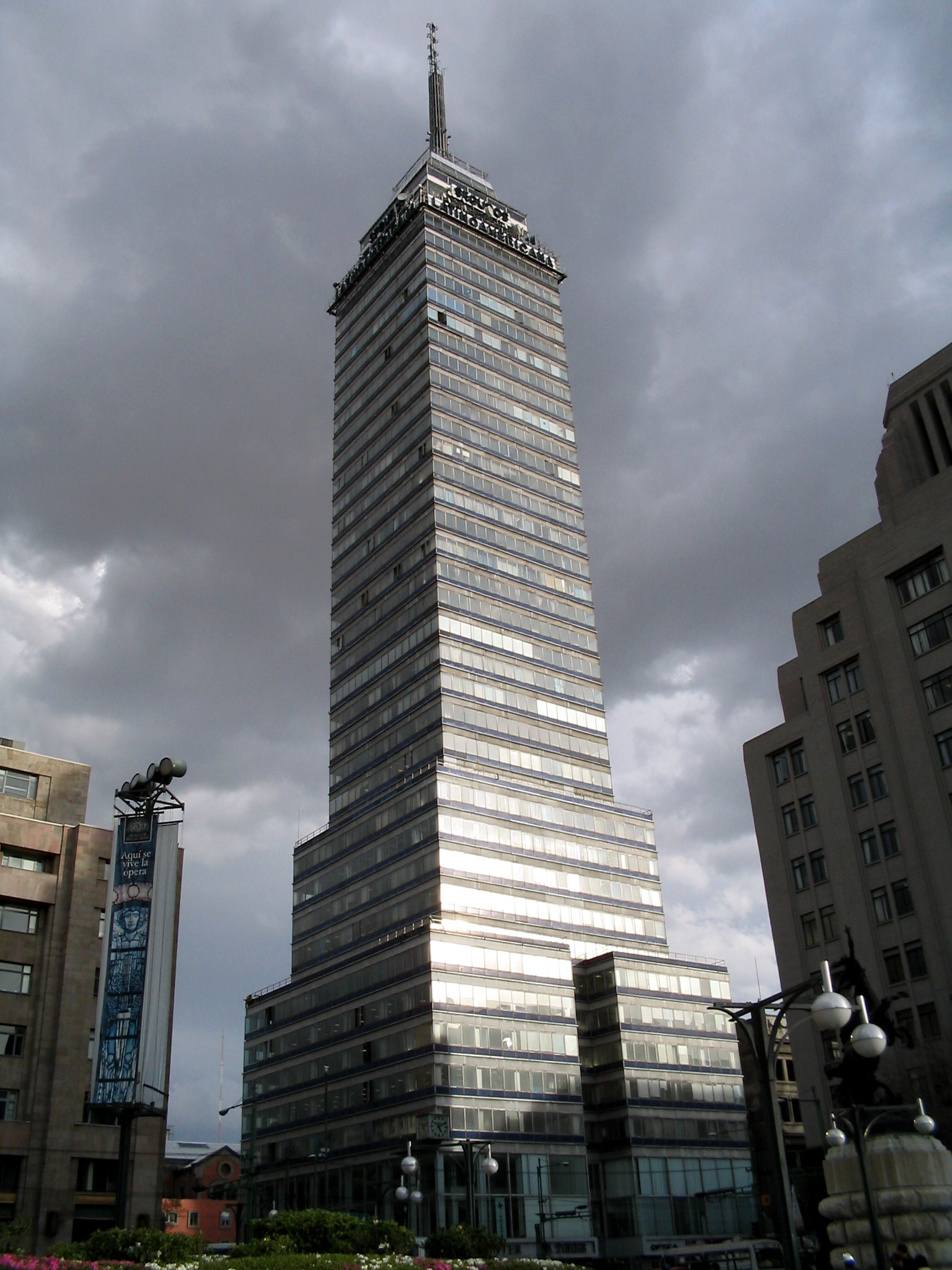
Torre Latinoamericana

Палац Ітурбіде — цей великий палацовий будинок на вулиці Мадеро № 17 був побудований графом Сан-Матео-Вальпараїсо у 18 столітті як весільний подарунок для його дочки. Його назвали «Палац Ітурбіде», тому що Аґустін де Ітурбіде жив і прийняв корону як перший імператор Мексики після здобуття незалежності від Іспанії. Сьогодні у відреставрованій будівлі розміщується Fomento Cultural Banamex, яка була перейменована на Palacio de Cultura Banamex.
Torre Latinoamericana — це один із найвідоміших хмарочосів Латинської Америки. Його було розпочато в 1948 році і завершено в 1956 році, його висота становить 182 метри разом з антенами. Він розташований на розі вулиць Eje Central і Juarez. Це була найвища вежа в Мексиці до будівництва Торре Пемекс. Будівля пережила два сильні землетруси з моменту побудови: один у 1957 році та інший у 1985 році.
Національний музей мистецтва (MUNAL) — мексиканський національний художній музей, розташований у неокласичній будівлі за адресою № 8 Такуба, Центральна колонія. Тут зберігається колекція, що представляє історію мексиканського мистецтва від пізньої доіспанської епохи до початку 20 століття. Його можна впізнати за великою кінною статуєю Карла IV Іспанського короля Мануеля Тольси, який був монархом незадовго до здобуття Мексикою незалежності. Спочатку він містився в Сокало, але його перенесли в кілька місць не з поваги до короля, а радше для збереження витвору мистецтва, як свідчить табличка біля основи. Він прибув на своє остаточне місце розташування в 1979 році.
Паласіо де Корреос де Мехіко (Поштовий палац Мехіко), також відомий як «Correo Mayor» (Головний поштовий офіс), розташований на Eje Central (Lázaro Cárdenas) поблизу Palacio de Bellas Artes. Це будівля початку 20-го століття, побудована у стилі італійського палацу епохи Відродження. Його спроектував італієць Адамо Боарі, який також спроектував частину Palacio de Bellas Artes через дорогу.
- Каса-де-лос-Азулехос — колишній особняк, повністю вкритий синьо-білою плиткою Пуебла між проспектами Мадеро та Авеніда Сінко де Майо
- Colegio de Minería (Гірничий коледж) на вулиці Такуба
- Музей мексиканської армії, спочатку Віфлемітський госпіталь, розташований у Такубі та Маті
- Сад Троїстого Союзу на розі вулиць Такуба і Мата
- Камара де Сенадорес на вулиці Xicoténcatl
- Музей Естанкільо (мультфільми та журнали) на розі Ізабель ла Католіка та Мадеро
- Храм Сан-Феліпе-Нері «La Profesa» з колекцією творів мистецтва 17-20 століть та екскурсіями щосуботи з 12:00 до 14:00
- Інтерактивний музей економіки на вулиці Такуба
- Церква Санта-Клара — бібліотека Конгресу на розі вулиць Такуба і Мата
- Палати сенату Мексики на розі вулиць Донселес і Хікотенкатль
- Палата депутатів на вулиці Дончелес
- Театр де ла Сьюдад на вулиці Донселес
- Мексиканська академія на Donceles 66

Музей Міністерства фінансів і державного кредиту — художній музей, розташований на вулиці Монеда № 4. Він розміщується в тому місці, де було Palacio del Arzobispado (Палац архієпископства), побудованому в 1530 році під керівництвом брата Хуана де Сумарраги на основі зруйнованої піраміди, присвяченої ацтекському богу Тескатліпоці. Він залишався архієпископським до 1867 року, коли тут було створено бухгалтерію Міністерства фінансів. Сучасний музей містить експозицію, присвячену цьому богу, а також велику колекцію мистецтва.

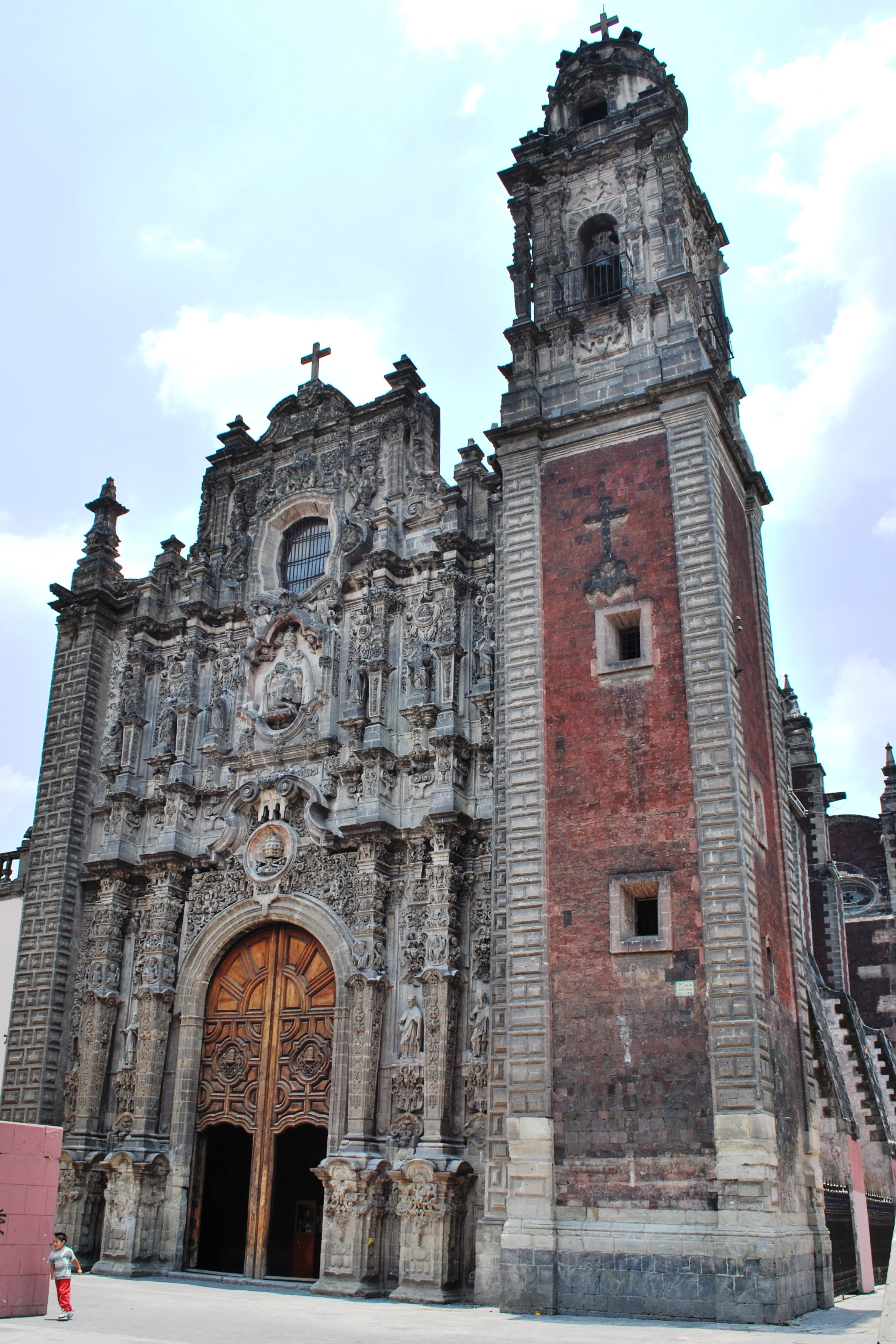
Фасад Ла Сантісіма

Церква Ла Сантісіма розташована на розі вулиць Ла-Сантісіма та Еміліано Сапата. Її повна назва — Храм і лікарня Пресвятої Трійці (Templo y Antiguo Hospital de la Santisíma Trinidad). Церква була побудована між 1755 і 1783 роками як храм для прилеглої лікарні/хоспісу для священиків. Церква все ще зберігає свою початкову функцію, але прилегла лікарня та офісні ділянки з тих пір перейшли у приватні руки, і лише частини оригінальних структур залишилися цілими та збереженими. Відома церква й тим, що з моменту побудови вона просунулася майже на три метри.

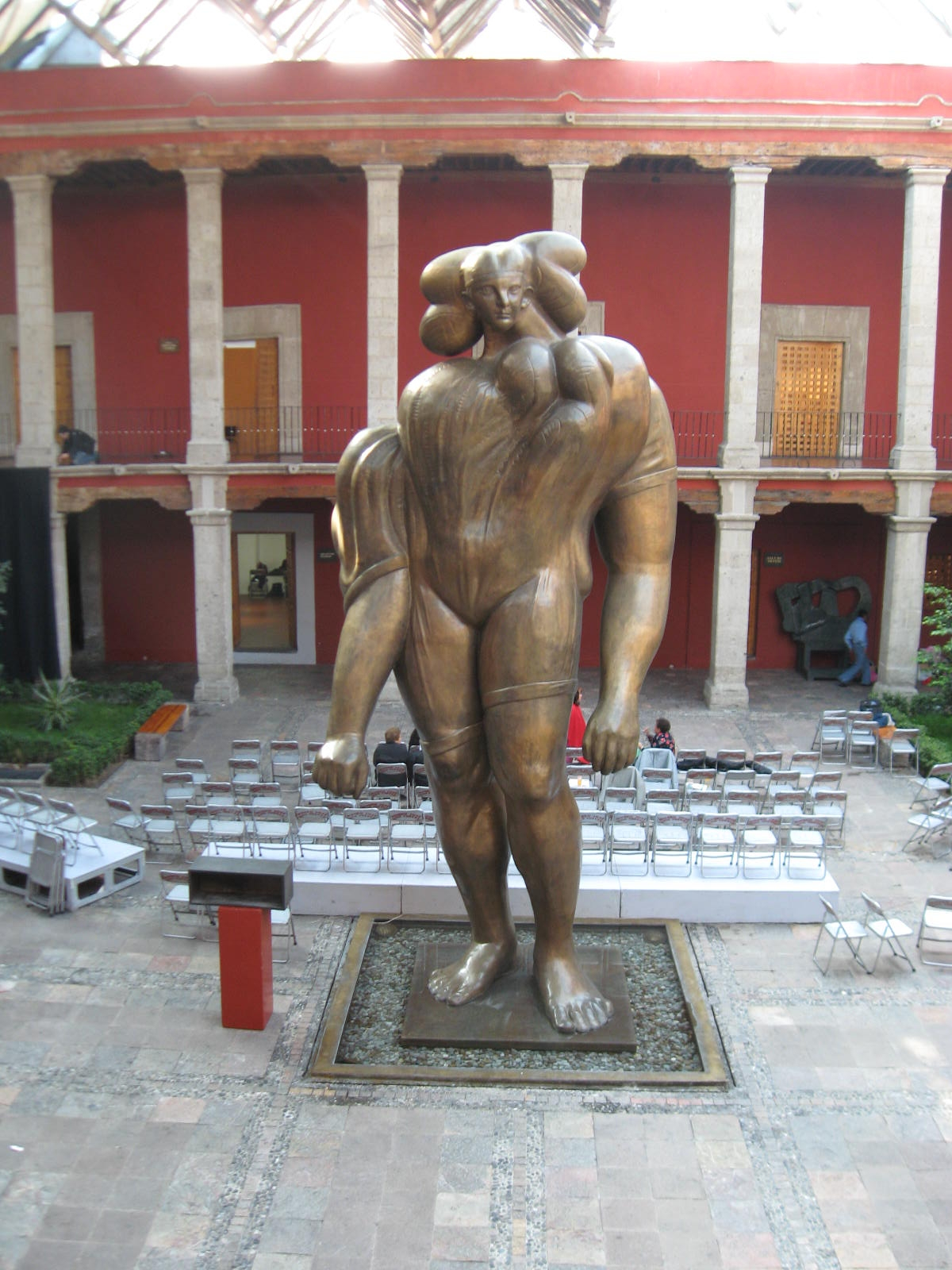
Подвір'я музею Хосе Луїса Куеваса з «La Giganta»

Музей Хосе Луїса Куеваса розташований недалеко від головної площі міста, або Сокало, у будівлі, яка була монастирем для сусідньої церкви Санта-Інес (Агнес Римської). Цей монастир був заснований у 1600 році доном Дієго Кабальєро та його дружиною доньєю Інес де Веласко. Монастир проіснував до 1861 року, коли через Закон про націоналізацію церковного майна всі монастирі в країні були розпущені. Церква монастиря та резиденція були розділені, а церква Санта-Інес досі зберігає свою початкову функцію. Резиденція стала приватною власністю, функціонуючи здебільшого як багатоквартирний будинок, доки художник Хосе Луїс Куевас не купив це майно з наміром відреставрувати його та створити нинішній музей, присвячений його мистецтву та мистецтву сучасної Латинської Америки.
Будинок першої друкарні в Америці на розі вулиць Монеда та Лісенсіадо Прімо Вердад був домівкою для першої друкарні/друкарні в Новому Світі. Будинок був спочатку побудований Херонімо де Агіляром у 1524 році та розташований на зовнішньому краю того, що було священною ділянкою Темпло майор до завоювання.
- Собор Нуестра-Сеньйора-де-Бальванера та святилище Сан-Шарбель, побудовані в 17 столітті, розташовані в Реп-Уругвай і Коррео-Майор.
- Палац автономії UNAM, розташований біля вулиці Монеда.
- Departamento de Estadistica Nacional (Департамент національної статистики), будівля на Correo Mayor

## Навколо Аламеди Сентраль

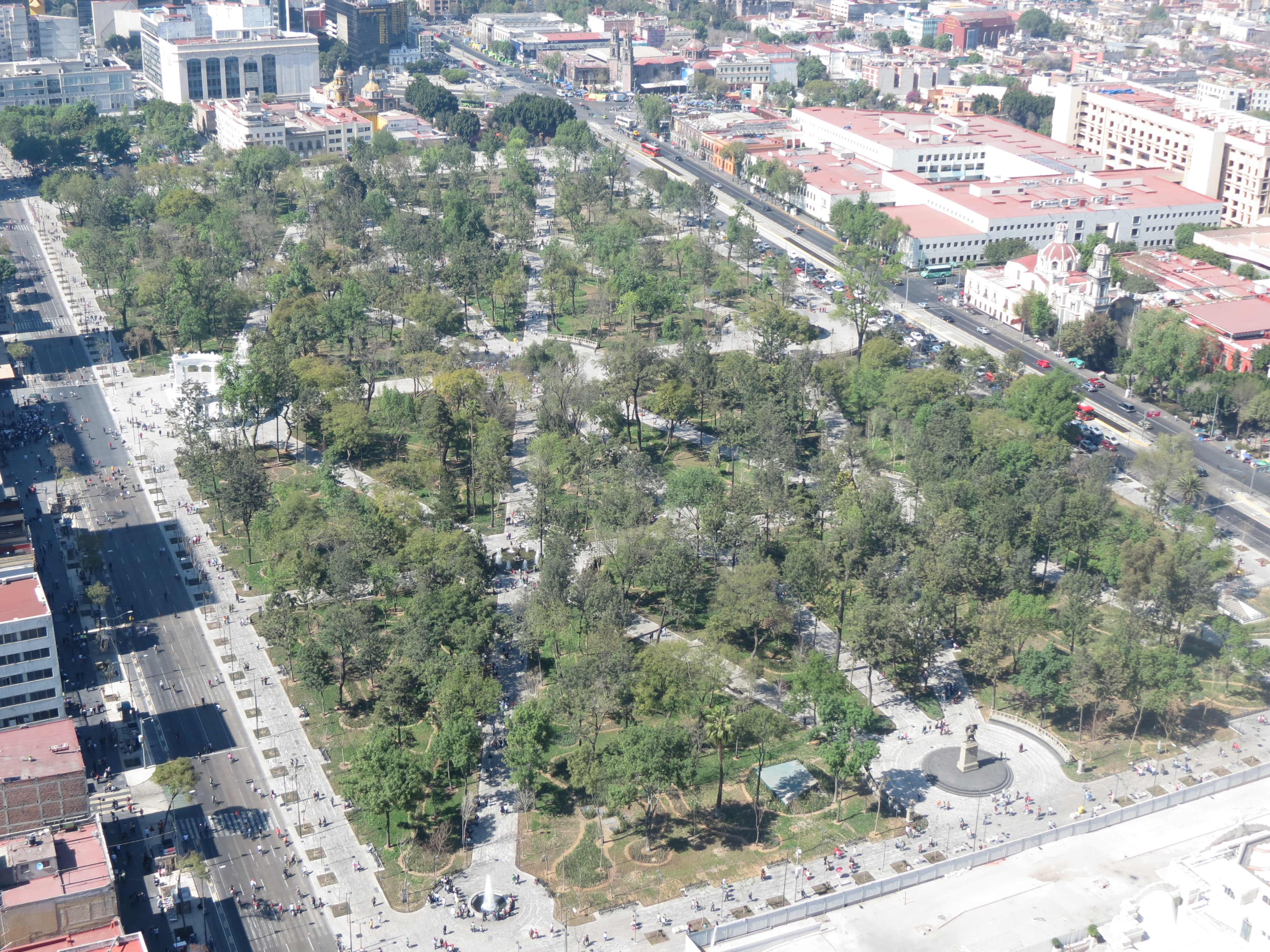
Вид на Аламеда Сентраль з Torre Latinoamericana

Аламеда Сентраль — це громадський парк, який примикає до Palacio de Bellas Artes, між проспектами Хуарес і проспектами Ідальго. Це зелений сад із забрукованими доріжками, декоративними фонтанами та статуями, і часто є центром громадських подій. Раніше ця територія була ринком ацтеків, а після завоювання католицька церква використовувала її для спалення єретиків і відьом. Парк був створений у 1592 році, коли віце-король Луїс де Веласко вирішив створити тут зелену зону як громадський парк. Назва походить від іспанського слова álamo, що означає тополя, яку тут посадили. До кінця 19 століття в парку була естрада і газові (нині електричні) лампи. На південному боці парку, обличчям до вулиці, є Hemiciclo a Juárez, великий білий напівкруглий пам'ятник Беніто Хуаресу, одному з найулюбленіших президентів Мексики.
- Palacio de Bellas Artes на вулиці Хуарес
- Театр Ідальго на вулиці Ідальго на північ від центру Аламеда
- Парафія Санта-Крус на вулиці Ідальго
- Національний музей Естампи (Національний музей друку), розташований на вулиці Ідальго
- Музей Франца Майєра на вулиці Ідальго
- Парафія Ла-Санта-Вера-Крус-де-Сан-Хуан-де-Діос на вулиці Ідальго
- Колишній храм Корпус-Крісті на вулиці Хуарез

## Барріо Чіно

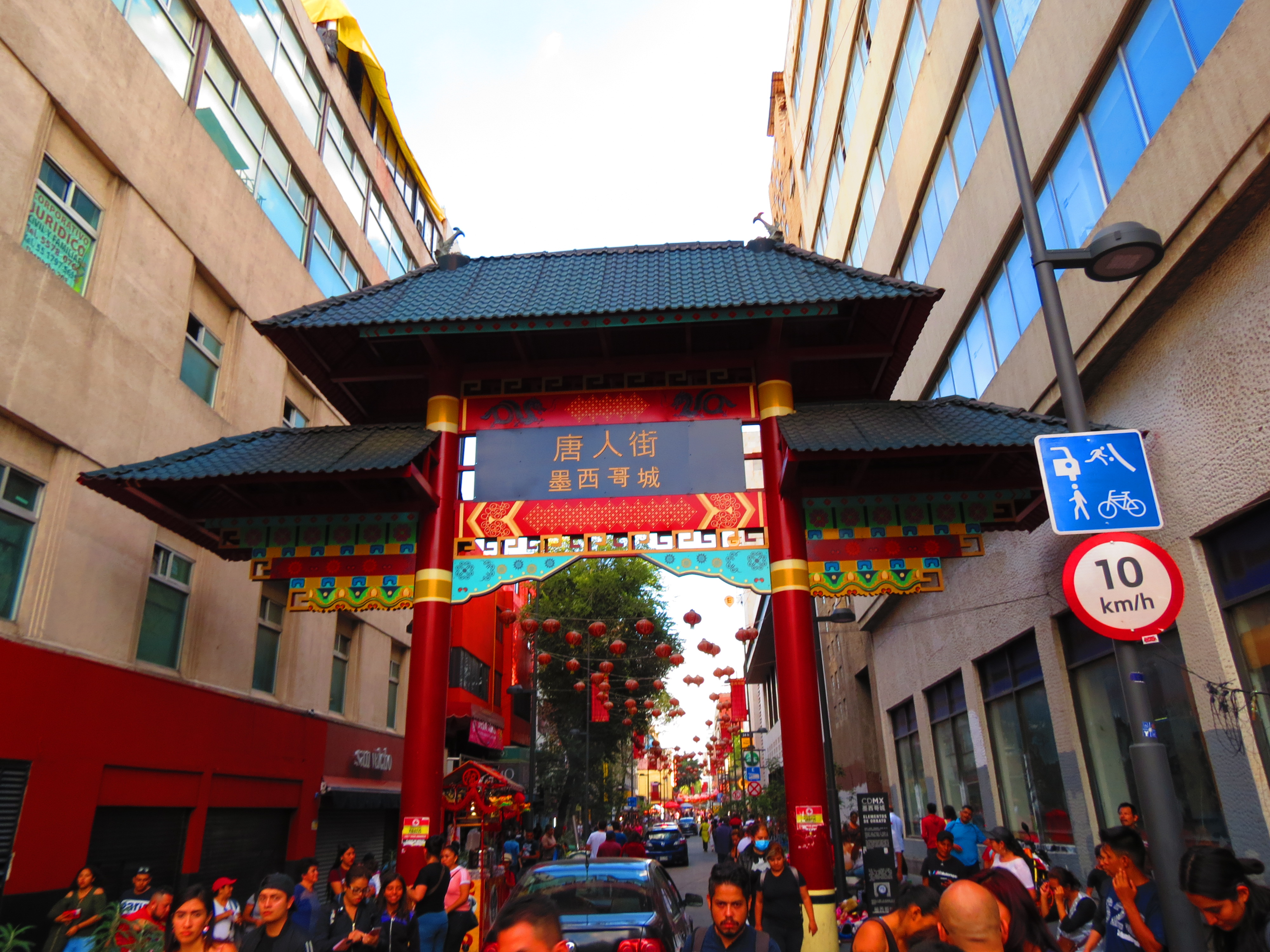
Головний вхід до Барріо Чіно

Китайський квартал у Мехіко, відомий місцевим жителям як «Барріо Чіно», розташований у двох кварталах вулиці Долорес, на південь від Палацу образотворчих мистецтв. Він дуже маленький, складається лише з кількох ресторанів та підприємств, які імпортують товари. Його розміри зменшилися тому, що більшість нащадків китайських іммігрантів до Мексики наприкінці 19-го та початку 20-го століть або одружилися з місцевим мексиканським населенням та/або були вигнані з країни в 1930-х роках. Незважаючи на це, він вважається ядром приблизно 3000 сімей з китайською спадщиною в місті.

## Архітектура
Незважаючи на те, що іспанські колоніальні будівлі становлять більшу частину Centro histórico, є зразки різних архітектурних стилів
- Бароко: Паласіо де Ітурбіде, Каса де лос Азулехос, Паласіо Національний і Паласіо де лос Кондес де Вальпараїсо
- Неокласицизм: Паласіо де Мінерія
- Італійський стиль: Palacio de Correos
- Palacio de Bellas Artes у стилі модерн
- Витончене мистецтво: Національний музей мистецтва, Банк Мексики
- Ар-деко Банко де Мехіко, інтер'єр Palacio de Bellas Artes
- Функціоналісти: Torre Latinoamericana

## Освіта
Початкові та середні школи:
- Колегіо де Сан Ігнасіо де Лойола Віскаїнас

## 20 і 21 століття

### Зношеність місцевості
З часів ацтеків Centro Historico був місцем проживання багатих та еліти. Однак на початку 20-го століття ці класи почали переміщатися в райони на захід і південний захід від Центру, до таких районів, як Колонія Хуарес, Колонія Куаутемок, Колонія Рома та Колонія Кондеса. Centro залишався комерційним, політичним та інтелектуальним центром до середини 20-го століття, хоча приблизно в цей час UNAM переніс більшість своїх приміщень до нового Ciudad Universitaria. Причина занепаду центру міста була частково рукотворною, частково природною. У 1940-х роках міська влада заморозила орендну плату, тому до 1998 року, коли уряд скасував закон, орендарі все ще платили орендну плату на рівні 1950-х років. Не маючи фінансового стимулу підтримувати свою власність, орендодавці дозволили своїм будівлям розпастися. Землетрус 1985 року вплинув на низку цих споруд, які так і не були відремонтовані чи відбудовані, що призвело до появи нетрів і заваляних сміттям пустирів. Результатом стала втрата близько 100 000 жителів «Colonia Centro», залишивши територію майже безлюдною вночі.
До 1980-х років стільки людей покинуло Центр, що багато його колишніх особняків були або покинуті, або перетворені на багатоквартирні будинки для бідних, а його тротуари та вулиці захопили кишенькові злодії та продавці фрез. Для багатьох людей, особливо для відвідувачів з інших країн, репутація Мехіко через забруднення навколишнього середовища, дорожній рух і злочинність зробила місто місцем, куди можна «в'їжджати та виїжджати якнайшвидше», сприймаючи його лише як аеропорт, через який можна здійснити пересадку. рейси до таких курортних зон, як Косумель. Донедавна багато ресторанів у цьому районі, навіть найкращі, закривалися раніше, щоб дати працівникам час повернутися додому, оскільки вночі район не був особливо безпечним.

### Зношеність культових споруд

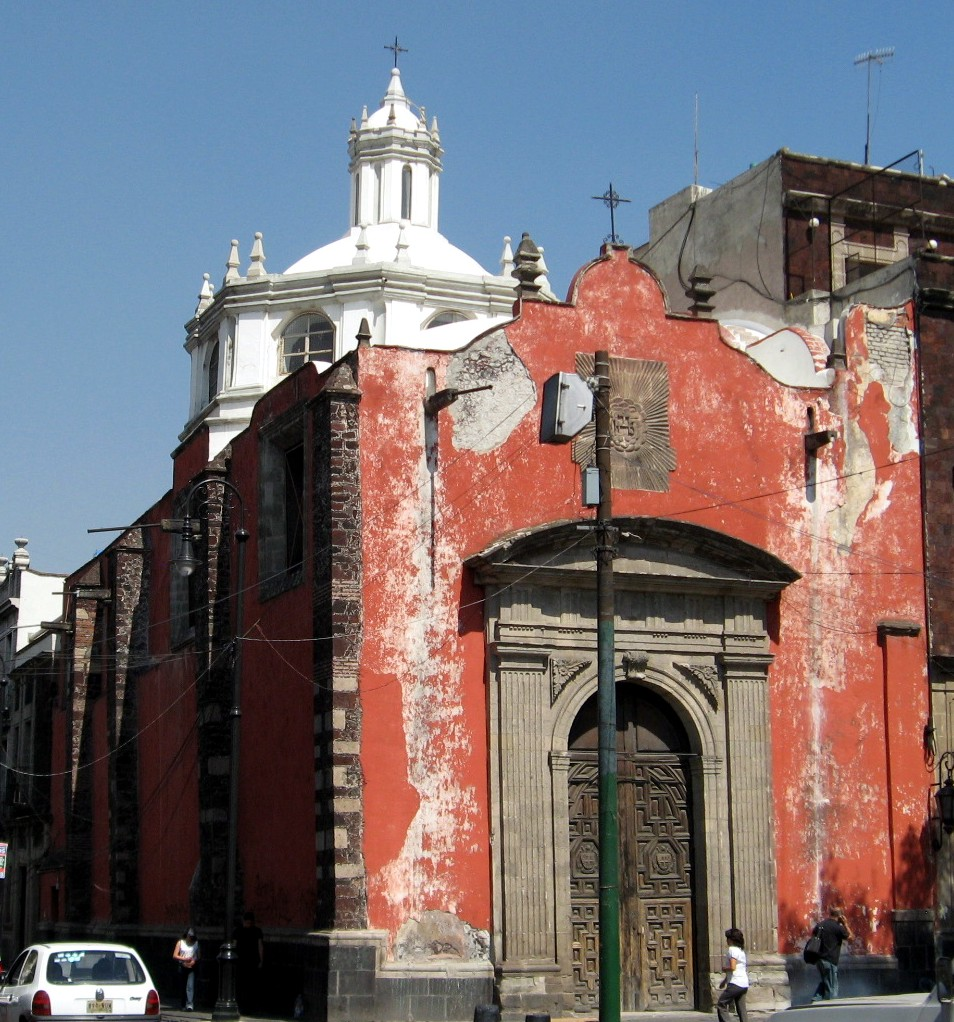
Церква Сан-Лоренцо

Багато історичних церков у найстаріших частинах міста перебувають у серйозному занепаді та перебувають під загрозою втрати. Зусилля врятувати ці церкви заважають розбіжності між Церквою та федеральним урядом. Оскільки ці церкви є водночас діючими релігійними установами та історичними пам'ятками, їх правова ситуація є складною. За законом релігійні установи не можуть звертатися до уряду за фінансовою допомогою, але такі агентства, як Національна рада з питань культури та мистецтва (CONACULTA), мають право голосу щодо того, як ці місця підтримуються через їхню історичну цінність.
Деякі розбіжності стосуються ступеню погіршення стану. Conaculta не вважає, що будь-яка з 68 релігійних споруд у найстарішій частині міста перебуває під загрозою обвалу. Проте архієпархія Мексики вважає, що зазначені структурні проблеми становлять серйозну небезпеку як для людей, так і для «неоціненної художньої та історичної цінності будівель». Одна з церков, що перебувають у неминучій небезпеці, називається Сан-Лоренцо-Діаконо-і-Мартир, а Богородиця Лоретонська, Ла-Сантісіма-Трінідад і Ла-Санта-Крус також потребують негайної допомоги, щоб уникнути руйнування. У церквах Сан-Лоренцо та Лорето були випадки, коли великі шматки будівлі, камінь і вікно відповідно, впали, спричинивши пошкодження, але не постраждали. Незважаючи на зусилля архідієцезії продемонструвати ступінь пошкодження багатьох церков, Conaculta все ще стверджує, що жодна з будівель не перебуває під загрозою руйнування. Інша проблема полягає в тому, що історичний центр знелюднений, через що ці церкви залишаються досить порожніми, а єпархія не може фінансувати реставраційні роботи.

### Ревіталізація
Починаючи з початку 2000-х років, уряд влив 500 мільйонів мексиканських песо (55 мільйонів доларів США) у фонд історичного центру та уклав партнерство з Fundación Centro Histórico, організацією, заснованою Карлосом Слімом, щоб придбати десятки столітніх будівель під реабілітацію. Значення цих зусиль було визнано, коли у 2006 році Історичний центр був включений до Всесвітнього моніторингу пам'яток 2006 року Всесвітнім фондом пам'яток. Роботи розпочалися з благоустрою 34 кварталів на північ від Сокало, розкопки застарілої дренажної системи та покращення водопостачання. Кожній із тринадцяти головних вулиць було доручено архітектора, який відновив фасади понад 500 будівель. Останні інфраструктурні проекти цього типу зосереджені на південно-західних частинах району, на вулицях Республіка Сальвадор, Талавера, Коррео-Майор, Месонес і Піно Суарес, головним чином зосереджуючись на заміні асфальту та покращенні застарілих дренажних систем. У процесі були виявлені артефакти, що датуються ще доіспанським періодом.
По всьому історичному центру вулиці стали пішохідними, відреставровано будівлі, відкрито нові музеї. У 1990-х роках, після багатьох років суперечок, протестів і навіть бунтів, більшість вуличних торговців було виселено в інші частини міста. Поштовхом до повернення речей у центр міста стало будівництво нової резиденції мера неподалік від Сокало. Уряд закопав у цьому районі електричні та телефонні кабелі, а старий асфальт замінив бруківкою. Він також встановив майже 100 камер відеоспостереження, щоб допомогти у боротьбі зі злочинністю. Це відкрило шлях для відкриття елітних ресторанів, барів і модних магазинів. Крім того, молодь переїжджає в лофти в центрі міста. Щоб залучити більше туристів, є нові червоні двоповерхові автобуси.
Станом на 2004 рік інвестиції в центр міста зросли до понад 5 мільярдів песо або 438 мільйонів доларів США. За даними Фонду історичного центру Мехіко, це призвело до створення 15 000 робочих місць, і власники нерухомості в цьому районі виявляють зацікавленість у покращенні своїх інвестицій тут. Це також залучило зовнішні інвестиції в цей район..

## Транспорт

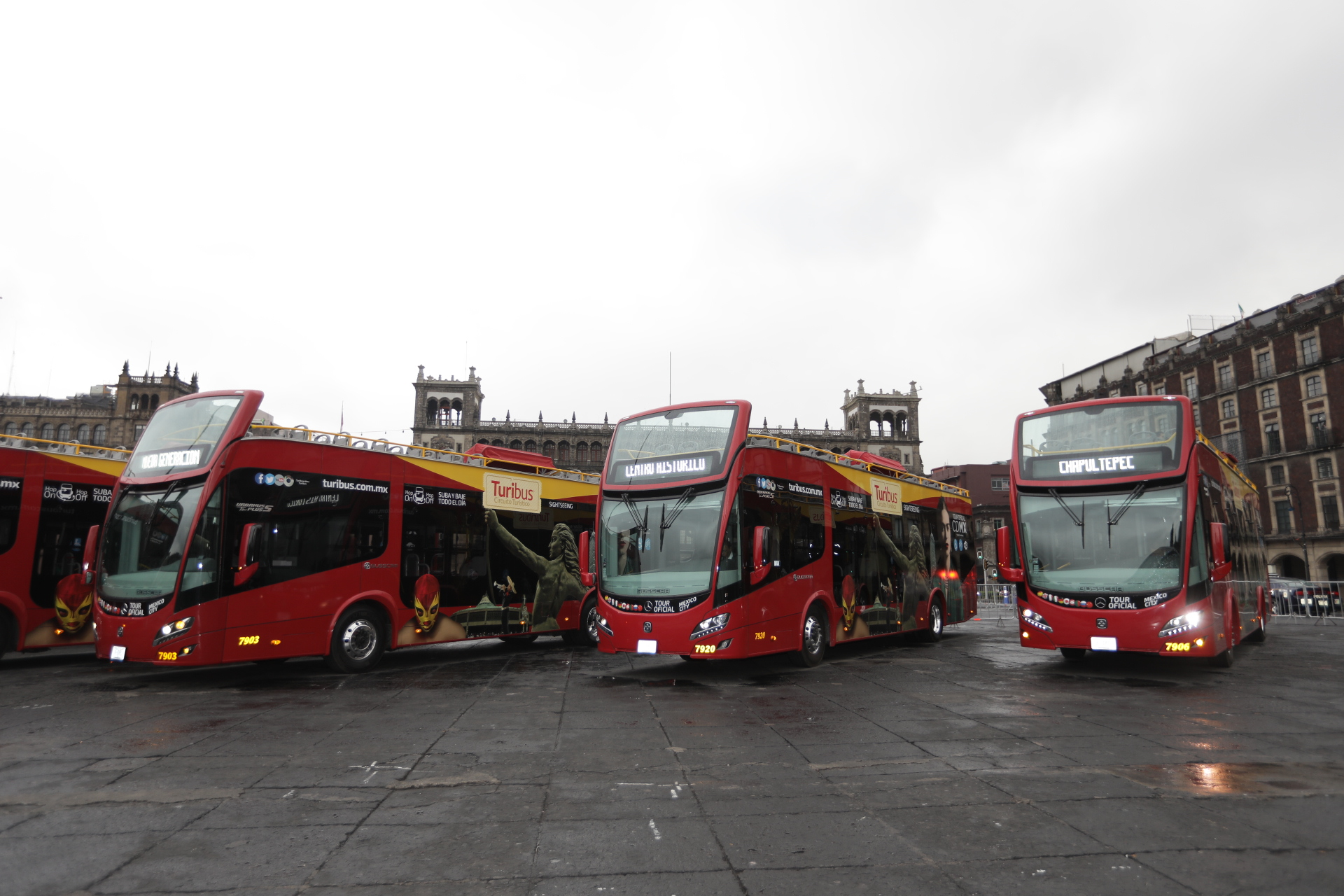
Турібус в історичному центрі

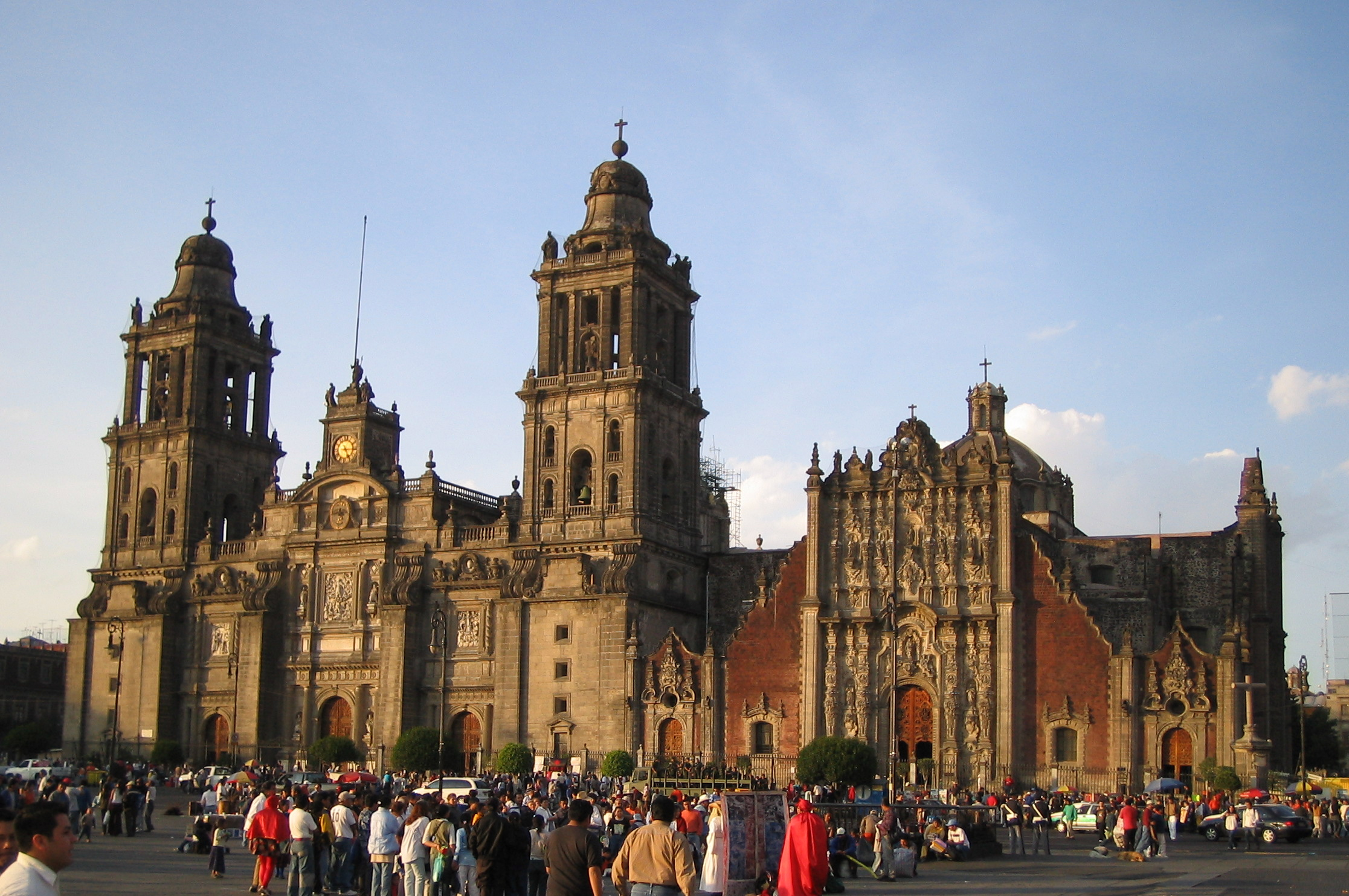
Кафедральний собор Мехіко

Екскурсійні автобуси, відомі як «Турібуси», є найпоширенішим видом транспорту для туризму в історичному центрі, а також у багатьох інших частинах міста. Це платна послуга, яка доставляє відвідувачів до різноманітних туристичних і культурних місць у центрі міста. Метро Мехіко є найбільш часто використовуваним видом транспорту для відвідування місцевими жителями просторів історичного центру. Район обслуговується кількома станціями. Zócalo обслуговується станцією метро Zócalo/Tenochtitlan; станція Альєнде північна зона. Станції Bellas Artes, Hidalgo та Juárez покривають район Alameda; і станції San Juan de Letrán, Salto del Agua, Isabel la Católica, Pino Suárez і Merced охоплюють південні зони. Послуга Мехіко Metrobús також охоплює зону з маршрутом лінії 4. Іншим поширеним видом транспорту є служба таксі. Вони регулюються урядом Мехіко, і їх можна викликати за допомогою урядової програми «Mi Taxi». Велорикші, відомі в Мексиці як «сіклотаксі» (англ. cycle taxi), були поширеним транспортним засобом для відвідування просторів історичного центру, однак наприкінці 2010-х років їх використання значно скоротилося.